# Heinrich Willer
Heinrich Willer (* 16. Mai 1882 in Rote Kuhle (Gemeinde Barntrup); † im 20. Jahrhundert) war ein deutscher Schuhmacher und Mitglied des Landtags Lippe.

## Leben
Nach seiner Schulausbildung erlernte Heinrich Willer das Schuhmacherhandwerk und war seit 1906 selbständiger Schuhmacher in Detmold. Er musste von 1914 bis 1918 Kriegsdienst leisten.
Willer war kommunalpolitisch engagiert und hatte seit 1932 einen Sitz im Detmolder Stadtrat.
Er war Mitglied des Evangelischen Volksdienstes, eine Partei mit antisemitischer Ausrichtung. 1933 erhielt er für die Partei ein Mandat im Lippischen Landtag.
Noch im selben Jahr löste sich die Partei auf und viele ihrer Mitglieder gingen zur NSDAP.